# Huo Yuanjia
Huo Yuanjia (en cantonès: 霍元甲, 1860-1910) va ser un artista marcial xinès practicant de mizongquan (迷踪拳, 迷蹤拳, mízōngquán, "boxa de les petjades perdudes") i considerat un heroi pels xinesos, especialment entre els artistes marcials, per haver vençut a lluitadors de diferents estils, tant asiàtics com a occidentals, en combats que van tenir una gran repercussió en la seva època, quan la sobirania de la Xina estava sent erosionada per les concessions a les potències estrangeres. Va fundar la Chin Wu Associació atlètica de l'Excel·lència Marcial (精武体育会, 精武體育會, Jīngwǔ tǐyùhuì), a Xangai en la qual tots els mestres de Kung Fu del país podien ensenyar sense importar a quins estils pertanyien. Per la seva condició heroica, els esdeveniments de la seva vida van ser transformats en llegendes i mites, de manera que és difícil distingir els fets.

## Primers anys
Huo Yuanjia va néixer al poble de Xiaonan (小南, Xiǎonán), a Tianjin, que llavors pertanyia al districte de Dongguang, a la província de Hebei. Va ser la cambra dels deu fills que va tenir Huo Endi (霍恩第, Huò Ēndì) i segon de tres homes, juntament amb els seus germans Huo Yuanqing (霍元卿, Huò Yuánqīng) i Huo Yuandong (霍元栋, Huò Yuándòng). El seu pare també practicava arts marcials i es va guanyar la vida protegint les caravanes que anaven a la Manxúria, un treball habitual entre les famílies amb llarga tradició d'artistes marcials, encara que la principal font d'ingressos de la família era l'agricultura. D'ell va aprendre Huo Yuanjia les arts marcials, especialment l'estil de la família, el mizongquan, també anomenat yangqingquan (燕青拳, yànqīngquán). Es diu que al principi era el que pitjor habilitat per a les arts marcials tenia dels tres germans a causa que freqüentment estava malalt. Per aquesta raó, el seu pare va decidir al principi no prendre-ho com a alumne. Huo Yuanjia va aprendre en secret, espiant les classes que el seu pare donava a altres nens del poble. Així va entrenar durant deu anys fins que va començar a vèncer als seus companys i el seu pare va descobrir el seu nivell, admetent-li des de llavors com a deixeble.
El 1890, un mestre d'arts marcials anomenat Du va arribar des de la província de Henan a visitar a Huo Endi. Els seus modals van provocar l'enfrontament amb els lluitadors de la família. Huo va aconseguir vèncer-li en combat i va començar a ser conegut a la zona. Va començar a treballar en un magatzem de plantes medicinals amb un amic que va participar en el pla de Sun Yat-sen per enderrocar al govern de la Manxúria. El seu sentiment patriòtic va ser acreixent amb el pas del temps.

## Combats
Molts dels famosos combats en els quals va participar Huo Yuanjian van sorgir de desafiaments per part de lluitadors estrangers. La seva fama va començar després de vèncer, en un combat celebrat al parc Xiyuan de Tianjin el 1901, a un lluitador rus que havia insultat obertament als xinesos anomenant-los "els escanyolits asiàtics" perquè ningú acceptava els seus desafiaments.
El 1909 va viatjar a Xangai acompanyat pel seu deixeble Liu Zhensheng per acceptar un desafiament per part d'un boxador britànic anomenat Hercules O´Brien. La trobada va estar precedida pel desacord quant a les regles per les quals hauria de regir-se. O'Brien va insistir que se celebrés sota les regles de la boxa occidental, limitant els atacs a cops de puny per sobre de la cintura. Huo, per contra, desitjava que se seguissin les regles xineses, que obviaven aquestes prohibicions. Al final van acordar que el primer que aconseguís derrocar al seu oponent seria considerat el guanyador. No obstant això, la trobada no va tenir lloc, ja que Hercules O'Brien no es va presentar.
No se sap exactament la data de la seva mort, doncs segons unes fonts va esdevenir a l'agost de 1910 i segons altres en aquest mateix mes però de l'any anterior, per la qual cosa tampoc es pot afirmar si l'obertura de l'Associació Esportiva de l'Excel·lència Marcial, el 7 de juliol de 1910, va ser o no en vida d'Huo. Sobre les causes de la seva mort també hi ha dubtes, doncs al principi es va creure que havia estat enverinat per un metge japonès després d'un combat, encara que en els anys seixanta es desmuntaria aquesta teoria. A la seva mort es va fer càrrec de l'associació, que en l'actualitat compta amb 150 delegacions per tot el món, el seu germà menor Huo Yuanqing.

## Mort segons el seu besnet Huo Zizheng
Huo Zizheng era una personalitat dins dels cercles industrials i comercials de Xangai. Chen Qimei va demanar que Huo Yuanjia es quedés a Xangai i va fundar la "Escola de Gimnàstica Jingwu", finançada per grans capitalistes. Més tard, es va denominar "Societat Esportiva Jingwu". Huo Yuanjia es va exercir com a director de la mateixa. Poc després de la fundació de la Societat, l'Associació de Judo del Japó va demanar un combat amb Huo Yuanjia i va resultar que un deixeble de Huo va trencar un braç del cabdill de la institució japonesa i li produí un rancor arribant a manisfestar que caldria eliminar de qualsevol manera Huo Yuanjia. Aparentment hi havia cordialitat; quan Huo va emmalaltir dels pulmons, li van fer anar a una clínica dels japonesos. No obstant això, Huo no va veure cap millora en la seva malaltia, la qual va arribar a ser incurable. Huo Yuanjia va morir als 70 dies de la fundació de la Societat Jingwu. Els seus deixebles van fer una anàlisi del medicament que els japonesos li havien receptat i es va descobrir que era alguna cosa que feia podrir els pulmons. En uns estudis forenses, dècades després de la seva mort, es va trobar en el cos restes d'arsènic, la qual cosa dona pistes que hauria estat enverinat.Huo Yuanjia va morir per enverinament als 42 anys. La seva escola d'arts marcials va seguir dempeus des de la seva mort. El wushu s'ha escampat per 50 països a tot el món; actualment més conegut com a kung fu, s'ha ensenyat i practicat a tot el món.

## Huo Yuanjia en la ficció
Existeixen diverses pel·lícules i sèries de televisió sobre la vida de Huo Yuanjia.
- Jingwumen (精武门, un altre nom pel qual es coneix a l'Associació fundada per Huo Yuanjia) va ser protagonitzada per Bruce Lee el 1972. En anglès és coneguda com a Fist of Fury o The Chinese Connection. Lee interpreta a un personatge de ficció anomenat Chen Zhen (陳真), suposat alumne de Huo Yuanjia, que decideix venjar la seva mort.

- Jingwu yingxiong (精武英雄, "L'heroi de Jingwu"), coneguda en anglès com a Fist of Legend és un remake de la pel·lícula anterior protagonitzada per Jet Li el 1994.

- Huo Yuanjia, anomenada a Espanya Fearless, va ser protagonitzada també per Jet Li el 2006. Narra la vida de Huo Yuanjia d'una manera molt novel·lesca. El net de Huo Yuanjia, Huo Shoujin, va interposar una demanda contra la pel·lícula el 7 de març de 2006.

## Per a més informació
- A Historian's review of Jet Li’s Fearless: Who was the real Huo Yuanjia (霍元甲)?
- Earlier film portraying Huo Yuanjia's biography[Enllaç no actiu]
- Wushu and Qigong
- British pharmacopoeia dating from 1917 regarding the use of arsenic as treatment of tuberculosis
- Arsenic used in Chinese Herbal Medicine for over 2400 years Arxivat 2009-02-25 a Wayback Machine.
- Jingwu Athletic Association – 100 Years by Robert Yandle (ISBN 978-189251535-3)
- Fearless: The Story of Chin Woo Kung Fu by Glen Stanway (ISBN 978-1291139686)